# Analytical Chemistry
Analytical Chemistry é um periódico revisado por pares, em circulação desde 1929 pela American Chemical Society. Atualmente está indexada pelos buscadores Chemical Abstracts Service, CAB International, EBSCOhost, ProQuest, PubMed, Scopus e Web of Science.
O fator de impacto da publicação é 5,636 (2014).